# الوران، میسامیس اوکسیدنتال
الوران، میسامیس اوکسیدنتال (به لاتین: Aloran, Misamis Occidental) یک سکونتگاه مسکونی در فیلیپین است که در میسامی غربی واقع شده‌است.

## خصوصیات
الوران ۱۱۸٫۰۶ کیلومترمربع مساحت و ۲۶٬۶۳۰ نفر جمعیت دارد.